# 알베르 샤르팽

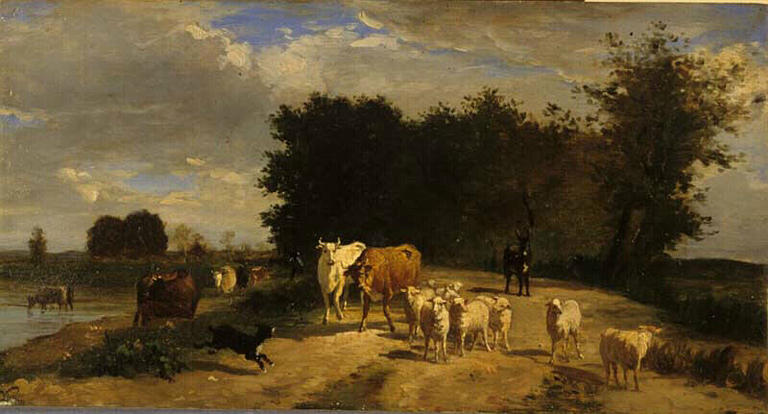
Le Retour à la Ferme

알베르 샤르팽(프랑스어: Albert Charpin, 1842년 1월 30일~1924년)은 프랑스의 바르비종파에 속한 사실주의 화가로, 1842년 알프마리팀주의 그라스에서 태어나 1924년 아니에르쉬르센에서 사망했다. 그는 야외 사생 화가로, 자연환경 속에서 실제 대상을 직접 바라 보며 그림을 그렸다. 샤를프랑수아 도비니의 제자였던 샤르팽은 자연 풍경을 주로 그렸는데, 주로 양치기 소녀와 양치기 소녀의 목양견이 소나 양을 돌보는 모습을 그렸다. 그의 그림의 특징 중 하나는 흐린 하늘 아래 이른 아침 햇살 속에서 모델들의 자연스러운 포즈와 평온함을 표현한 것이다. 그는 바르비종파의 대표 구성원이었다. 그의 그림 중 하나인 "Le Retour à la Ferme"는 현재 사부아의 샹베리에 있는 Musée des Beaux-Arts에 소장되어 있다. 그의 그림은 유럽과 아메리카 대륙의 박물관과 개인 소장품에서도 볼 수 있다.

## 작품

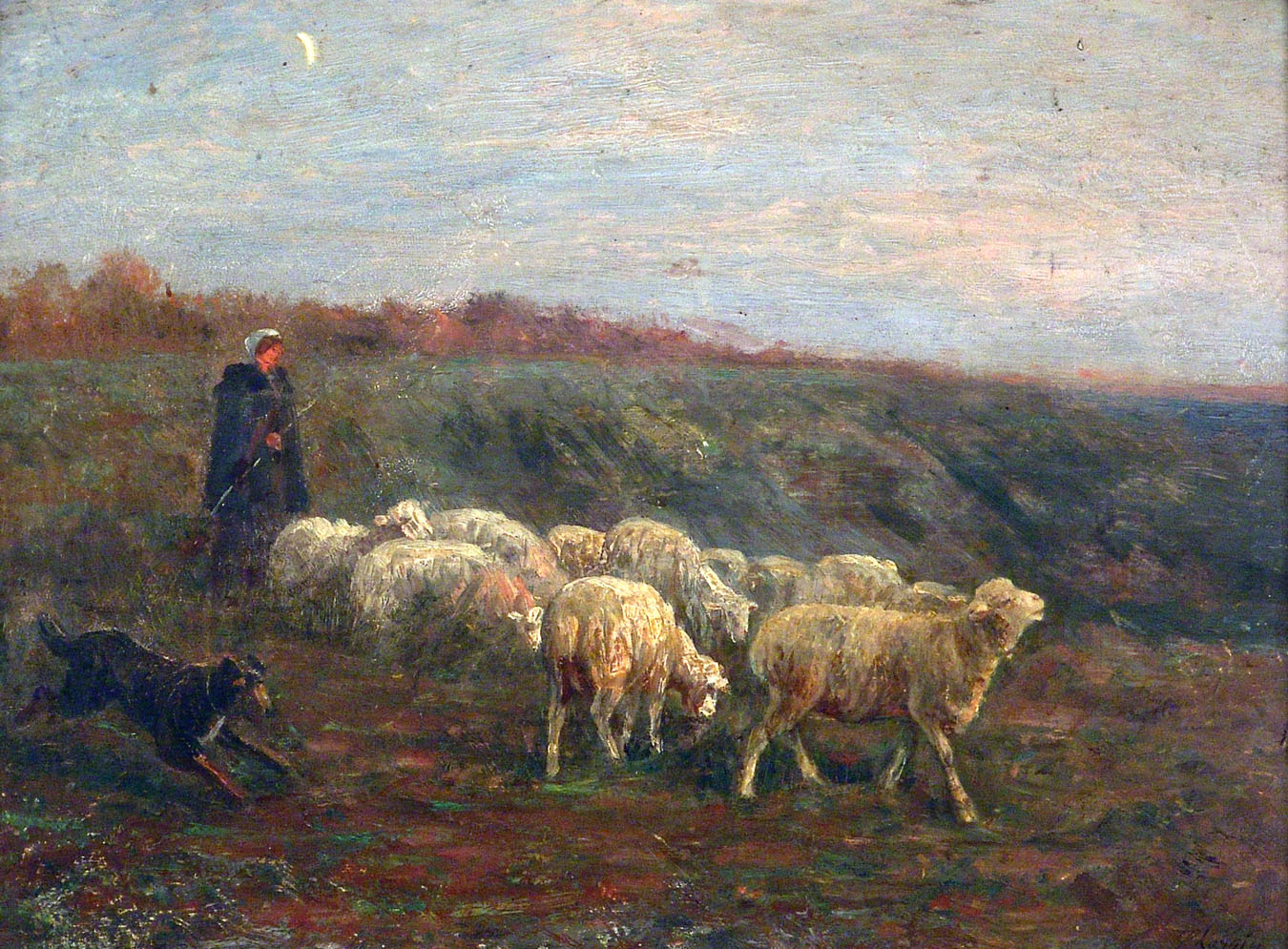
《양치기 소녀와 양떼》(La Bergère et son troupeau de moutons)
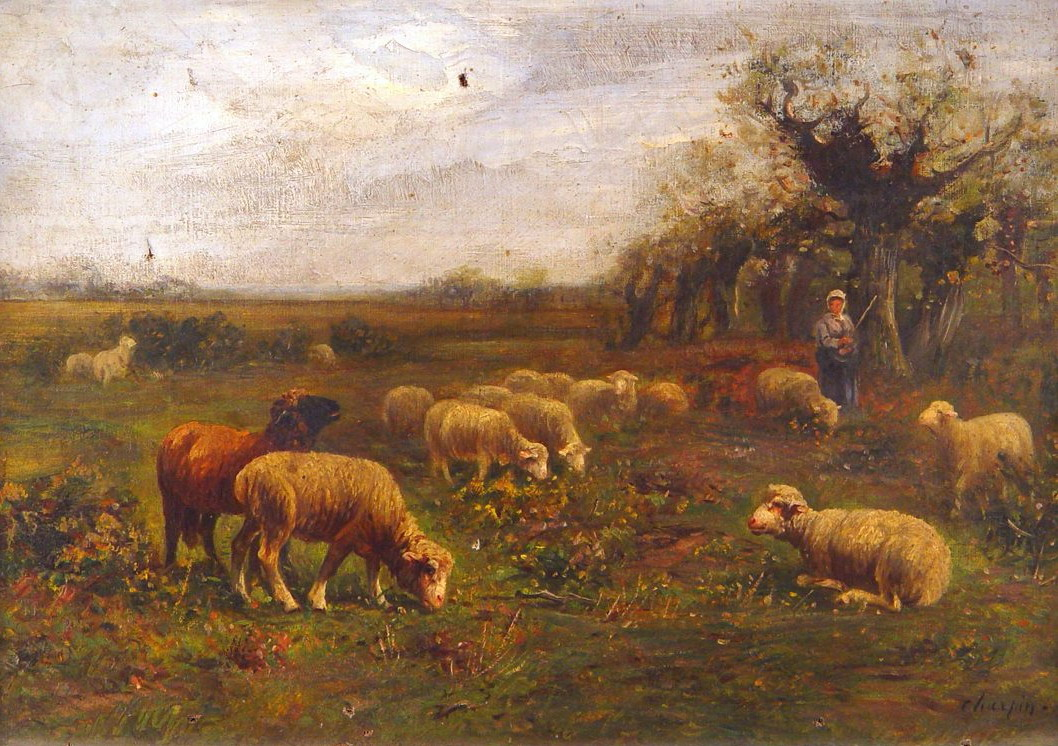
《양떼들과 목동》(Moutons et bergère)